# 善餘里
善餘里，是台灣南部自清治時期至日治初期的一個行政區劃，其範圍即今屏東縣的枋山鄉南部。
善餘里北邊為嘉禾里，東邊為蕃地，南邊為興文里，西邊瀕臨台灣海峽。

## 管轄街庄
善餘里共轄1個庄：
- 今枋山鄉境內：楓港庄